# V-2系列柴油机
V-2系列柴油机（俄语：Дизельный двигатель В-2）是由苏联哈尔科夫机械制造厂研制的四冲程、12气缸、V型结构、直接喷射、水冷式高速柴油机，这也是苏联最著名的坦克用柴油机，该系列的各种改型被广泛用于T-34、T-44、IS-2、IS-3、T-54、T-55、T-62、IS-4、T-10M坦克。

## 簡歷
1930年代初，苏联开始了大功率高速柴油机的研制工作，而編號V成為哈爾可夫拖拉機廠下屬的柴油引擎工廠代號，研製團隊總工程師為康斯坦丁·奧多羅維奇·克里普，最初它們計畫研發的給飛機用的航空柴油發動機，但是在研製期間發現即便使用增壓器技術也無法達到期望的輸出功率（1,000-1,500匹馬力）區間，因此改變研發方向作為戰車用引擎。1936年，哈尔科夫机械制造厂试制成12气缸、四冲程的BD-2型柴油机，最大功率为400马力，额定转速为每分钟2000转，并曾经安装在BT-5坦克上进行试验。1937年，BD-2被更名為V-2，由於總工程師在大清洗期間遭到迫害身亡，因此開發工程由他的副手伊凡·雅科夫列維奇·特拉舒京與雅可夫·艾斐莫维奇·維克曼完成。特拉舒京負責引擎設計、維克曼負責工廠量產規劃。
V-2在當時的問題試運轉穩定度無法滿足要求，因此接手後團隊增產了12具發動機在試車台以及改裝的戰車等進行耐久測試持續改良，至1939年9月1日，出廠的V-2引擎首度通過100小時運轉測試。同一天因德國入侵波蘭，蘇聯人民委員會下令第183號工廠開始量產V-2引擎。在當年年底，V-2包括原型版本已經有三種衍生型。第一種是V-2，輸出功率500匹馬力／每分鐘1,800轉，配備在BT-7M坦克上。第二種是強化輸出的V-2K引擎，工程師將燃油壓力提升、引擎轉速提高，換得輸出功率600匹馬力／每分鐘2,000轉，之後用於重戰車KV-1、KV-2等。第三種是降低功率提供佛羅希洛夫牽引車火炮牽引車使用的的V-2V，輸出功率375匹馬力。
除了V-2，哈爾科夫拖拉機廠還開發了代號V-3的柴油引擎，V-3引擎的汽缸縮減為6個，原本希望可以提供給更輕戰車與火炮牽引車運用，但300匹馬力的輸出不能滿足蘇聯紅軍的要求，因此未量產。但是它後來進行持續改良，成為V-4引擎，配備在T-50坦克上。以V-4柴油引擎為基礎，在1950年代研製了V-6柴油引擎，用於PT-76兩棲坦克等冷戰常見的蘇聯輕型履帶車輛載具上，目前仍然在運用中。
1940年，新一代的T-34中型坦克安装了V-2-34型柴油机，功率仍为500马力。
1942年，在KV重型坦克基础上发展出IS-2型重型坦克，装用520马力的V-2-10型柴油机，以降低功率来换取较高的可靠性和较长的使用寿命。1943年，经过改良的V-2-34M型柴油机被用于T-34-85中型坦克。1944年，IS-3重型坦克装用在V-2-10型基础上改进的V-11型柴油机。
1944年，苏联在T-34-85中型坦克的基础上，研发出装用V-44柴油引擎的T-44中型坦克，并首次在坦克上采用横向安装的柴油机。V-44型柴油机的特点是柴油机高度尺寸减小，比V-2-34型柴油机的高度降低了132毫米，有利于降低坦克外形高度尺寸，这为后来苏联主战坦克的发展打下了基础。第二次世界大战之后，在T-44中型坦克的基础上研发了装用V-54型柴油机的T-54中型坦克，最大功率为520马力，额定转速为每分钟2000转。1950年代，为了提高坦克发动机的功率，研发了采用机械增压的A-701、V-12、V-12-5型柴油机，用于IS-4、T-10重型坦克，最大功率提高到700马力。在1957年面世的T-10M重型坦克上，安装采用机械增压的V-12-6型柴油机，功率进一步提升至750马力。
V-2系列柴油机除了可以用于军用履带车辆上，其变型也可用于其它民用用途，主要变化是降低最大功率和转速以延长使用寿命，并将机体制造材料由铝合金改为制造成本较低的铸铁。民用型号包括V-2-300系列、D12系列、D6系列等，可用于石油钻探设备、固定发电装置、载重卡车动力、铁路牵引动力、船舶推进动力等方面。

## 参看
- T-34坦克